# HD 25621
HD 25621，又名BD+02 645，SAO 111590、HR 1257，是一颗恒星，视星等为5.36，位于銀經187.9，銀緯-34.77，其B1900.0坐标为赤經3h 58m 56s，赤緯+2° -34.77′ 19″。